# Hubert Milks
Hubert Henry Milks (né le 1er avril 1899 à Eardley ville du Québec au Canada - mort le 21 janvier 1949) est un joueur professionnel de hockey sur glace. Il joue dans la Ligue nationale de hockey entre 1925-1926 et 1932-1933.

## Biographie
Milks commence sa carrière en jouant dans les ligues amateurs de l'Ontario et joue même la Coupe Allan avec les Gunners d'Ottawa en 1920-1921. En 1922-1923, il rejoint les Yellowjackets de Pittsburgh de l'United States Amateur Hockey Association. En vingt matchs, il inscrit dix buts puis change d'équipe la saison suivante en retournant à Ottawa mais finalement revient en 1924-1925.
En 1925-1926, la ville de Pittsburgh se dote d'une nouvelle équipe de hockey : les Pirates de Pittsburgh qui rejoignent la ligue professionnelle de la Ligue nationale de hockey. Il joue alors le premier match de l'histoire de la ville dans la LNH, une défaite 2-1 contre les Americans de New York. Le premier effectif de l'équipe est le suivant : Lionel Conacher, Bib Milks, Rodger Smith, Duke McCurry, Roy Worters, Harold Darragh et Odie Cleghorn, entraîneur-joueur de l'équipe.
Il joue toutes les saisons des Pirates dans la LNH – cinq au total – puis suit la franchise quand elle devient les Quakers de Philadelphie. Il est lors de cette saison le capitaine mais également le meilleur buteur avec dix-sept réalisations. Il met un terme à sa carrière en 1933 après avoir joué avec les Rangers de New York puis une dernière avec les Sénateurs d'Ottawa.

## Statistiques
| Saison     | Équipe                      | Ligue      |     | Saison régulière | Saison régulière | Saison régulière | Saison régulière | Saison régulière |   | Séries éliminatoires | Séries éliminatoires | Séries éliminatoires | Séries éliminatoires | Séries éliminatoires |
| Saison     | Équipe                      | Ligue      | PJ  | B                | A                | Pts              | Pun              | PJ               | B | A                    | Pts                  | Pun                  |                      |                      |
| 1917-1918  | Landsdownes d'Ottawa        | OCJHL      | 1   | 0                | 0                | 0                | 0                |                  |   |                      |                      |                      |                      |                      |
| 1918-1919  | West-Enders d'Ottawa        | OCJHL      |     |                  |                  |                  |                  |                  |   |                      |                      |                      |                      |                      |
| 1919-1920  | Gunners d'Ottawa            | OLCH       | 8   | 1                | 0                | 1                |                  |                  |   |                      |                      |                      |                      |                      |
| 1920-1921  | Gunners d'Ottawa            | OLCH       | 12  | 6                | 0                | 6                | 7                | 6                | 2 | 8                    | 0                    |                      |                      |                      |
| 1921-1922  | Gunners d'Ottawa            | OLCH       | 14  | 6                | 4                | 10               | 15               | 6                | 7 | 4                    | 11                   | 18                   |                      |                      |
| 1922-1923  | Yellowjackets de Pittsburgh | USAHA      | 20  | 10               | 0                | 10               |                  |                  |   |                      |                      |                      |                      |                      |
| 1923-1924  | New Edinburghs d'Ottawa     | OLCH       | 12  | 16               | 0                | 16               |                  | 2                | 0 | 0                    | 0                    |                      |                      |                      |
| 1924-1925  | Yellowjackets de Pittsburgh | USAHA      | 39  | 12               | 0                | 12               |                  | 8                | 2 | 0                    | 2                    | 0                    |                      |                      |
| 1925-1926  | Pirates de Pittsburgh       | LNH        | 36  | 14               | 5                | 19               | 17               | 2                | 0 | 0                    | 0                    | 0                    |                      |                      |
| 1926-1927  | Pirates de Pittsburgh       | LNH        | 44  | 16               | 6                | 22               | 18               |                  |   |                      |                      |                      |                      |                      |
| 1927-1928  | Pirates de Pittsburgh       | LNH        | 44  | 18               | 3                | 21               | 32               | 2                | 0 | 0                    | 0                    | 2                    |                      |                      |
| 1928-1929  | Pirates de Pittsburgh       | LNH        | 44  | 9                | 3                | 12               | 22               |                  |   |                      |                      |                      |                      |                      |
| 1929-1930  | Pirates de Pittsburgh       | LNH        | 41  | 13               | 11               | 24               | 36               |                  |   |                      |                      |                      |                      |                      |
| 1930-1931  | Quakers de Philadelphie     | LNH        | 44  | 17               | 6                | 23               | 42               |                  |   |                      |                      |                      |                      |                      |
| 1931-1932  | Rangers de New York         | LNH        | 48  | 0                | 4                | 4                | 12               | 7                | 0 | 0                    | 0                    | 0                    |                      |                      |
| 1932-1933  | Sénateurs d'Ottawa          | LNH        | 16  | 0                | 3                | 3                | 0                |                  |   |                      |                      |                      |                      |                      |
| Totaux LNH | Totaux LNH                  | Totaux LNH | 317 | 87               | 41               | 128              | 179              | 11               | 0 | 0                    | 0                    | 2                    |                      |                      |